# Llums i ombres
Llums i ombres és una pel·lícula de fantasia espanyola del 1988, dirigida per Jaime Camino amb argument i guió del mateix Camino i de José Sanchis Sinisterra, i produïda per Tibidabo Films. D'acord amb la Filmoteca de Catalunya, l'idioma original és el català, tot i que vist alguns dels actors principals, potser fou doblada o parcialment doblada al català a posteriori. Fou estrenada a Madrid el 9 de setembre del 1988, i a Barcelona tres dies més tard, el 12 de setembre del 1988. Quatre anys més tard, fou emesa per TV3 per primera vegada el 16 de juliol de 1992.

## Argument
Teo és un director de cinema que vol realitzar una pel·lícula sobre el quadre Las Meninas de Velázquez. Mentre la prepara, recorda que quan era nen somniava amb introduir-se dins del quadre i viure l'època en què va ser pintat. El somni es fa realitat i Teo de nen apareix en el segle XVII.

## Repartiment
- José Luis Gómez - Diego de Velázquez
- Jack Shepherd - Teo
- Ángela Molina - Charo
- Fermí Reixach - Felip IV d'Espanya
- Martí Galindo
- Víctor Rubio
- Maria Mercader

## Premis
La pel·lícula va entrar a la competició principal de la 45a Mostra Internacional de Cinema de Venècia. Per la seva actuació Ángela Molina va ser nominada com a millor actriu en la 3a edició dels Premis Goya.